# Phil Fontaine
Larry Phillip (Phil) Fontaine, OC OM (* 20. September 1944 im Fort-Alexander-Reservat, Manitoba) ist ein indianischer Stammesführer in Kanada. Von 1997 bis 2000 und von 2003 bis 2009 war er Vorsitzender (National Chief) der Versammlung der First Nations in Kanada.

## Leben
Fontaine wurde 1944 als Mitglied der Sagkeeng Anicinabe Nation im Fort-Alexander-Reservat, 150 km nördlich von Winnipeg, geboren. Seine Erstsprache ist Ojibway. Bis 1961 besuchte er die Assiniboia Residential School und das Powerview Collegiate in Winnipeg. Später studierte er Politikwissenschaft an der University of Manitoba, wo er 1981 den Bachelor of Arts abschloss.
1973 wurde Fontaine für vier Jahre zum Stammesführer der Sagkeeng Anicinabe Nation gewählt. Danach zog er mit seiner Familie ins Yukon-Territorium, wo er eine Stelle der kanadischen Regierung als Regional Director General antrat. Nach seiner Rückkehr nach Manitoba und Beendigung des Hochschulstudiums arbeitete er als Regierungsangestellter für das Southeast Tribal Council. Danach wurde er zum stellvertretenden Stammesführer von Manitoba gewählt, um diese Provinz in der Versammlung der First Nations zu vertreten. 1989 folgte die Wahl zum obersten Stammesführer von Manitoba, 1991 und 1994 wurde er im Amt bestätigt.
Die Versammlung der First Nations wählte Fontaine 1997 zum National Chief, dem obersten Vertreter der First Nations in Kanada. Im Jahr 2000 nahm er eine Regierungsstelle als Chief Commissioner für die Indian Claims Commission an. 2003 und 2006 wurde er für je eine weitere Amtszeit zum National Chief gewählt. Im Juli 2009 trat Shawn Atleo Fontaines Nachfolge an, der auf eine weitere Kandidatur verzichtet hatte.

## Leistungen
Fontaine hat den Großteil seines Lebens den Rechten der First Nations in Kanada gewidmet. Innerhalb der politischen Strömungen in den First Nations nahm er eine ausgleichende Position ein. 2000 musste er sein Amt als National Chief an den radikaleren Matthew Coon Come abgeben, der ihm eine zu große Nähe zur Liberalen Partei Kanadas vorwarf. 2003 wurde er jedoch wieder ins Amt gewählt.
Fontaine war der erste, der den Missbrauch von Kindern in den überwiegend kirchlichen Indianerinternaten (Residential Schools) an die Öffentlichkeit brachte und er konnte 2005 erreichen, dass die kanadische Regierung in eine Entschädigungszahlung von zwei Milliarden Dollar einwilligte.
Ebenfalls 2005 versprach Premierminister Paul Martin im Übereinkommen von Kelowna die Zahlung von fünf Milliarden Dollar in einem Zeitraum von fünf Jahren, um die prekären Lebensbedingungen vieler First Nations zu verbessern. Dieses Abkommen wurde von der konservativen Regierung unter Stephen Harper auf Eis gelegt. Nach seiner Wiederwahl als National Chief im Juli 2006 sagte Fontaine, es sei seine Priorität, das Abkommen wieder auf die Tagesordnung zu bringen. Im Juni 2008 nahm er die offizielle Entschuldigung des Premierministers für die Zustände an den Residential Schools entgegen.